# Erik Lund (arkitekt)

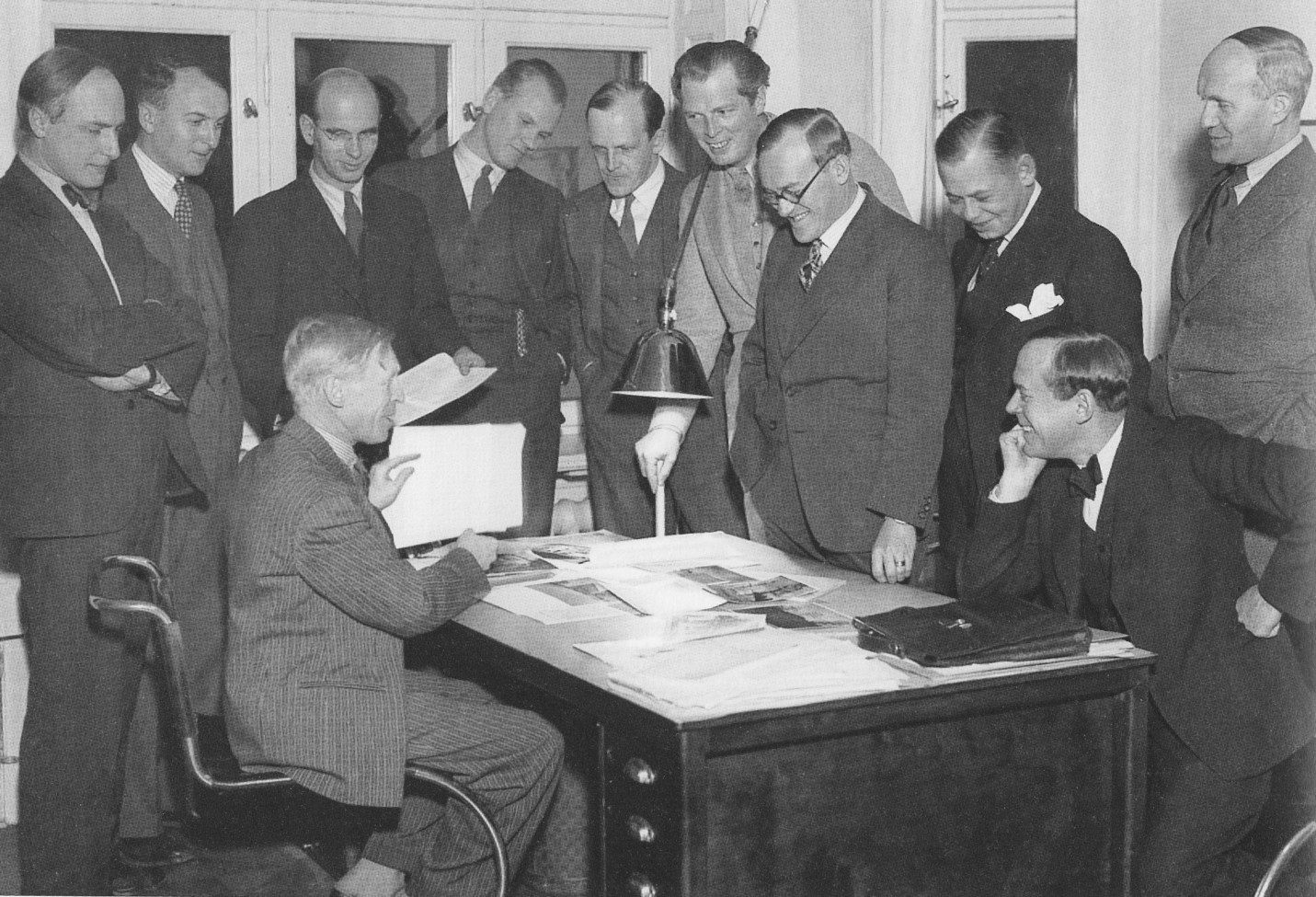
Eskil Sundahl sittande vid sitt skrivbord 1934, i kretsen av sina avdelningschefer; från vänster Haqvin Carlheim-Gyllensköld, Artur von Schmalensee, Olof Thunström, Dag Ribbing, Ville Tommos, Olof Hult, Eric Rockström, Gösta Hedström, Sune Flök och sittande Erik Lund.

Erik Lund, född 26 mars 1890 i Stockholm, död 19 oktober 1964 i samma stad, var en svensk arkitekt.

## Biografi
Lund fick sin utbildning vid Kungliga Tekniska högskolan (KTH) i Stockholm 1918-1920, och vid Kungliga Konsthögskolan (KKH) i Stockholm 1923-1925.
Mellan 1911 och 1920 var Erik Lund anställd vid ett ritkontor i Stockholm. Under 1921 arbetade han som extra arkitekt vid Stockholms stadsplanenämnd. Från 1925 kom Lund att verka som arkitekt och avdelningschef vid Kooperativa Förbundets arkitektkontor (KFAI).

## Verk i urval

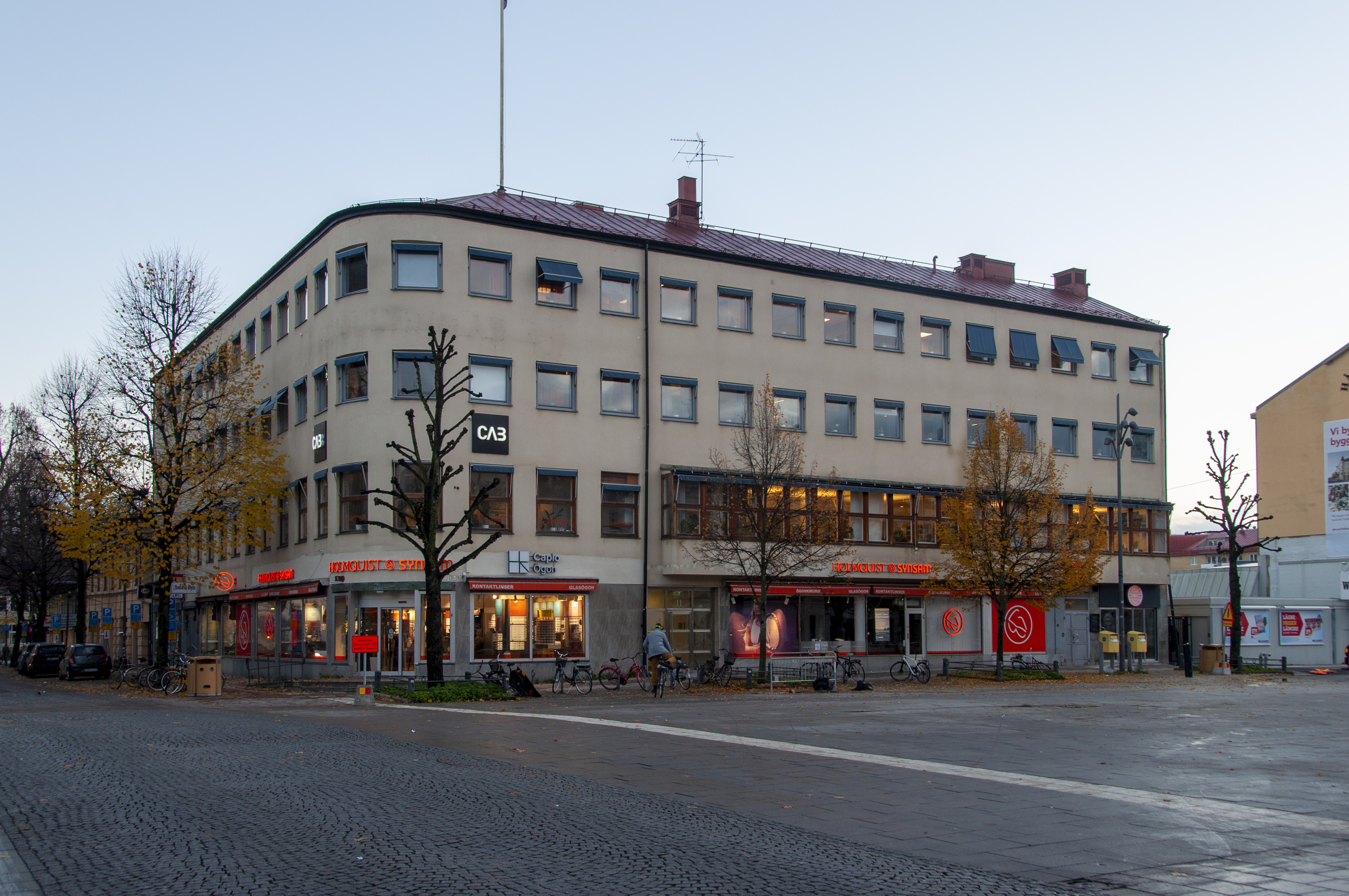
Konsumhuset vid Stortorget i Örebro

- Flerbostadshus och apotek, Älvdalsvägen 34, Deje, 1937
- Konsum självservering, Stortorget, Örebro, 1938
- Konsumbutik, Pålsboda, 1939
- Konsumbutik i Yxhult
- Charkuterifabrik, kv Renen, Borås, 1955